# Coppa della Regina (Thailandia)
La Coppa della Regina è stata una competizione calcistica organizzata annualmente in Thailandia dalla federcalcio locale dal 1970 al 2010. Prendeva il nome dalla regina Sirikit.
A vincere il trofeo per la prima volta sono state due squadre, il Bangkok Bank e il Royal Thai Air Force.

## Albo d'oro
| Stagione | Vincitore                                     | Risultato     | Finalista perdente         |
| -------- | --------------------------------------------- | ------------- | -------------------------- |
| 1970     | Bangkok Bank Royal Thai Air Force             |               | condiviso                  |
| 1971     | Bulog Putera                                  |               |                            |
| 1972     | Raj Pracha                                    |               |                            |
| 1973     | Raj Vithi                                     |               |                            |
| 1974     | Royal Thai Air Force                          |               |                            |
| 1975     | annullata                                     |               |                            |
| 1976     | Yanmar Diesel                                 |               |                            |
| 1977     | Hanyang University Port Authority of Thailand |               | condiviso                  |
| 1978     | Port Authority of Thailand                    |               |                            |
| 1979     | Port Authority of Thailand August 1st         |               | condiviso                  |
| 1980     | Port Authority of Thailand                    | 3-2           | August 1st                 |
| 1981     | Raj Pracha                                    | 1-0           | Beijing FC                 |
| 1982     | Royal Thai Air Force                          | 2-0           | Hanyang University         |
| 1983     | Bangkok Bank                                  |               |                            |
| 1984     | Hanyang University                            | 1-1 (dcr 4-3) | Port Authority of Thailand |
| 1985     | annullata                                     |               |                            |
| 1986     | Shanghai FC                                   | 0-0 (dcr 4-1) | FC Copenhagen              |
| 1987     | Port Authority of Thailand                    | 2-0           | Krung Thai Bank            |
| 1988     | Hanyang University                            | 1-0           | Raj Pracha                 |
| 1989     | Hanyang University                            | 3-1           | Royal Thai Air Force       |
| 1990     | Hanyang University                            | 1-0           | Royal Thai Police          |
| 1991     | Hanyang University                            | 0-0 (dcr 5-4) | Thai Farmers Bank          |
| 1992     | Gamba Osaka                                   | 4-3           | Royal Thai Air Force       |
| 1993     | Port Authority of Thailand                    |               |                            |
| 1994     | Thai Farmers Bank                             | 4-2           | Raj Vithi                  |
| 1995     | Thai Farmers Bank                             |               |                            |
| 1996     | Thai Farmers Bank                             | 1-1 (dcr 4-3) | Sinthana                   |
| 1997     | Thai Farmers Bank                             | 1-0           | Royal Thai Navy            |
| 1998     | annullata                                     |               |                            |
| 1999     | Hanyang University                            | 3-1           | Raj Pracha                 |
| 2000     | Bangkok Bank                                  | 2-2 (dcr 5-3) | Sinthana                   |
| 2001     | annullata                                     |               |                            |
| 2002     | Osotsapa                                      |               |                            |
| 2003     | Osotsapa                                      | 1-0           | TOT                        |
| 2004     | Osotsapa                                      |               |                            |
| 2005     | annullata                                     |               |                            |
| 2006     | Royal Thai Navy                               | 1-0           | Krung Thai Bank            |
| 2007     | annullata                                     |               |                            |
| 2008     | annullata                                     |               |                            |
| 2009     | Ansan Hallelujah                              | 1-0           | BEC Tero Sasana            |
| 2010     | Krung Thai Bank-BG                            | 4-1           | Police United              |